# Улрих VI фон Монфор-Ротенфелс
Улрих VI (IX) фон Монфор-Ротенфелс (на немски: Ulrich VI (IX) von Montfort-Rothenfels; † 16 март 1574) е граф на Монфор-Тетнанг и Васербург, господар на Васербург, Арген, Бургберг и Ротенфелс.

## Произход
Той е вторият син (от 13 деца) на граф Хуго XVI (XIV) фон Монфор-Ротенфелс-Васербург († 1564) и Урсула фон Золмс-Лих или на Мария Магдалена фон Шварценберг-Хоенландсберг (1510 – 1543). Брат е на Хайнрих IV фон Монфор-Ротенфелс-Васербург († 31 август 1561), граф на Монфор-Ротенфелс.
Улрих умира на 16 март 1574 г. и е погребан в Лангенау.

## Фамилия
Улрих IX (XIV) фон Монфор-Ротенфелс се жени на 1 юни 1551 или 1559/1563 г. за Урсула фон Золмс-Лих (* 10 октомври 1528, Лих; † 16 февруари 1606, Обердорф), дъщеря на граф Райнхард I фон Золмс-Хоензолмс-Лих (1491 – 1562) и графиня Мария фон Сайн (1506 – 1586). Те имат две дъщери:
- Мария Магдалена фон Монфор (* 6 март 1572; † 20 април 1578)
- Барбара фон Монфор (* 6 март 1554; † 27 септември 1599, погребана в Св. Улрих, Аугсбург), омъжена на 25 февруари 1591 г. за граф Антон Фугер фон Кирхберг-Вайсенхорн, господар на Оберндорф, Нидералфинген, Дутенщайн и Вайсенхорн (* 1 април 1563; † 24 юли 1616), син на граф Маркус Фугер (1529 – 1597) и Сибила фон Еберщайн (1531 – 1589).